# Валлизер, Отто Генрих
Отто Генрих Валлизер (нем. Otto Heinrich Walliser; 3 марта 1928 — 30 декабря 2010) — немецкий учёный: геолог, стратиграф и палеонтолог.
Член Гёттингенской академии наук (1982), иностранный член Академии наук СССР (1988).

## Биография
Родился 3 марта 1928 года в городе Кретенбах, вблизи Крейлсхайма, Германия, в семье учителя.
С 1948 года обучался в университете Тюбингена, где у учёного-стратиграфа О. Шиндевольфа специализировался по геологии и палеонтологии. В 1954 году защитил диссертацию по стратиграфии и палеонтологии нижнеюрских отложений Швабии «Stratigraphie und Paläontologie des Lias α3 zwisсhen Filder und Kettgau» и стал работать ассистентом Института геологии и палеонтологии университета Марбурга, изучал наряду с аммоноидеями конодонты из палеозойских отложений Рейнских сланцевых гор и одновременно руководил работами студентов, привлеченных к исследованию этой группы организмов. Одним из его студентов был В. Циглер, ставший впоследствии признанным специалистом по девонским конодонтам.
В 1961 году после подготовки квалификационной работы на тему «Anarcestina, Ammonoidea Unter- und Mitteldevon» Отто Валлизер получил звание доцента и должность старшего ассистента в Институте геологии и палеонтологии Марбургского университета. С 1965 по 1994 год Валлизер был профессором палеонтологии в университете Гёттингена. Интересно, что увлекаясь искусством и архитектурой, он сам создал проект нового здания института и музея университета, в котором расположилась современная палеонтологическая лаборатория. По инициативе учёного новое учреждение получило название Геолого-палеонтологический институт и музей, в котором с 1982 по 1994 год Отто Валлизер занимал пост директора.
С 1967 года Валлизер являлся членом Общества Пандера, объединившего палеонтологов, продолжающих работы Х. Пандера по изучению конодонтов. C 1973 по 1984 год он работал на посту генерального секретаря Международной палеонтологической ассоциации, президентом которой в те же годы был советский учёный, академик Б. С. Соколов. В 1984 году Отто Валлизер возглавил один из фундаментальных проектов Международной программы геологической корреляции — проект № 216 «Global biological events in Earth history» (в рамках деятельности Международной палеонтологической ассоциации). В 1986 году он принимал участие в работе XXXII сессии Всесоюзного палеонтологического общества (Таллин, 1986), посвященной важнейшим биотическим событиям в истории Земли. В 1989 году на заседании Международной палеонтологической ассоциации во время проведения 28-й сессии Международного геологического конгресса (МГК) в Вашингтоне, США, Валлизер выступил с докладом о работах по проекту № 216.
С начала 1980-х годов немецкий учёный приступил к изучению конодонтов из девонских отложений хребта Антиатлас на юге Марокко и в 1991 году он составил путеводитель к Марокканской полевой экскурсии Международной подкомиссии по стратиграфии девона Международной комиссии по стратиграфии. Сотрудничал с палеонтологами из Германии, Бельгии, Швеции, США, Эстонии, России, Таджикистана, Кыргызстана и Узбекистана. В 2001 году принимал участие в работе XLVII сессии Всероссийского палеонтологического общества в Санкт-Петербурге, посвященной проблеме биоразнообразия в истории Земли.
Отто Генрих Валлизер был членом Академии наук Гёттингена, Почетный член Палеонтологического общества Германии с 2009 года, в 1994 году ему было присвоено звание почетного профессора Гёттингенского университета. Он был избран иностранным членом Академии наук СССР по Отделению геологии, геофизики, геохимии и горных наук (геология, палеонтология) 27 декабря 1988 года. Член Польской академии наук в Кракове (1993) и Варшаве (1994).
Умер 30 декабря 2010 года в Гёттингене, Германия.
В честь выдающегося немецкого учёного, помимо 20 видов и нескольких родов конодонтов, трилобитов, кораллов, тентакулитов, археоциат и других ископаемых организмов, назван новый род конодонтов — Walliserodus, важный для стратиграфии верхнего ордовика, и последовательность нескольких зон нижнего силура, объединяемых группой Kockelella walliseri.